# 武汛
武汛（1954年—），河南商城人，汉族，中华人民共和国政治人物，第十一届全国人民代表大会北京地区代表。
毕业于湖北省委党校。中国共产党党员，担任太原铁路局局长。2008年，当选为全国人大代表。